# Фаддей (Кокуйлович)
Фаддей (Кокуйлович) (1694, село Песочное Кашгорской протопопии Луцкой епархии — 25 мая [7 июня] 1758) — архимандрит, преподобный, местночтимый святой Украинской Православной Церкви.

## Биография
Родился около 1694 года в селе Песочное Кашгорской протопопии Луцкой епархии в семье протопопа Лаврентия Степановича Кокуйловича.
В мае 1719 года поступил в Елецкий Успенский монастырь.
13 сентября 1719 года пострижен в монашество.
9 декабря 1719 года рукоположён в сан иеродиакона, а вскоре рукоположён в сан иеромонаха.
6 октября 1721 года назначен наместником Новгород-Северского Спасского монастыря.
В сентябре 1722 года назначен префектом и учителем риторики Черниговского коллегиума.
В марте 1733 года возведен в сан архимандрита.
24 февраля 1738 года назначен настоятелем Судженской Предтечевой пустыни.
24 февраля 1739 года назначен настоятелем Святогорской пустыни. Здесь много сил положил на восстановление обители после татарских набегов.
По указу Святейшего Синода от 14 января 1741 года направлен в Москву для участия в исправлении славянского перевода Библии. На время работы над переводом управлял Московским Крестовоздвиженским монастырем.
В сентябре 1742 года, после завершения работы, вернулся в Святогорскую пустынь.
Усиленно трудился над возрождением монашеской жизни. При нём в пустыни появляются отшельники, на монастырских хуторах живут скитники. В нескольких километрах от монастыря на Святом Месте устраивает монастырский скит, в котором начинает строительство деревянной церкви, освятить которую не успел.
25 мая [7 июня] 1758 года скончался. По преданию, был похоронен на братском кладбище возле Петропавловской церкви.
После случившегося в XIX веке провала в одном из склепов на братском кладбище его мощи, а также мощи архимандритов Иоиля и Рафаила были обнаружены нетленными.

## Канонизация
8 мая 2008 года Определением Священного Синода Украинской Православной Церкви принято решение о местной канонизации подвижника в Донецкой епархии, в Соборе Святогорских святых (день памяти — 11 (24) сентября).
Чин прославления подвижника состоялся во время визита в Святогорскую лавру 12 июля 2008 года Предстоятеля Украинской Православной Церкви Блаженнейшего Митрополита Киевского и всея Украины Владимира, в Свято-Успенском соборе лавры.